# Mnesarete aenea
Mnesarete aenea är en trollsländeart som först beskrevs av Selys 1853.  Mnesarete aenea ingår i släktet Mnesarete och familjen jungfrusländor. Inga underarter finns listade i Catalogue of Life.